# Alien (franchise)
Az Alien sci-fi horror filmsorozat, amely Ridley Scott ötlete alapján indult az 1970-es évek végén. A sorozat cselekménye a közeli jövőben játszódik, ahol a különböző űrhajók legénységei összetalálkozik egy xenomorffal, ami egyesével öli meg az űrhajó legénységét. 
Az első Alien filmet 1979-ben mutatták be Alien néven. Magyarországon a Nyolcadik utas: a Halál címet adták a filmnek. Ezután 1986-ban mutatták be az Alien tetralógia második részét A bolygó neve: Halál (eredeti címén Aliens), 1992-ben az Alien³ (eredetileg kimondva Alien Tri), teljes nevén A végső megoldás: Halál, majd 1997-ben a negyedik részét "Alien: Resurrection" és magyarul a "Alien 4. - Feltámad a Halál" című filmet mutatták be. Mindegyik nagy sikert aratott és a kritikusoktól is igen pozitív visszajelzést is kapott. Az egyik főszereplőt – Ellen Ripleyt – Sigourney Weaver játszotta, ez pedig fontos mérföldkő volt a filmsorozatban, ugyanis az első Alien film volt az a film történelmében, amiben a főhős szerepét egy nő játszotta. Emiatt Weaver-t Oscar-díjra jelölték a Legjobb Női Főszereplő kategóriában.
Magyarországon az Alien mozisorozat egészen a 3. részig eredetileg nem kapta meg felolvasott címben az Alien-re utaló jelzőt, de a 4. rész behozatala után a jogtulajdonos visszamenőleg módosította a forgalmazási adatokat Alien 1.-2.-3. részként. Majd 2014-ben új alkalmi forgalmazásba is bekerültek a filmek speciális változatai a Pannonia Entertainment által, 2018-ban az InterCom-tól átkerültek a Fórum Hungary-hez, utóbbi cég ügyintézése által pedig lekerültek a régi "halálos" magyar címek felolvasott narrációi. Azóta a TV2 Csoport vetíti így a filmeket és a kizárólagos Disney jogszerzés miatt ez továbbra is így várható. Az eredeti magyar forgalmazások ellenében a Pannonia furcsa kevert módon az eredeti és a régi magyar címek keverékeit használja, tehát nem használ Alien 2.-3. rész jelölést. Az Agave könyvkiadó ugyanígy járt el a filmregényekkel 2015-ben, miszerint az eredeti címek és a régi magyar címek keverékét kapták meg a könyvek. Ám így az "Alien 4. - Feltámad a Halál" filmregénye a könyvkiadásban "Alien: Resurrection - Feltámad a Halál".
Évekkel később Ridley Scott bejelentette, hogy megcsinálja az Alien filmek előzményeit, bemutatva, hogy mi történt a Nyolcadik utas: a Halál című film előtt. 2012-ben került mozivászonra a Prometheus, 2017-ben pedig az Alien: Covenant című filmet mutatták be a mozikban. Ám a történeteket végül alternatív útirányba vitte el. A Prometheus Alien 0-ként indult eredettörténet helyett csak utal az univerzumra, majd a rajongók fanyalgása miatt készült el a Covenant és kritikailag ellenben mégis megbukott.

## Áttekintés
A film a közeljövőben játszódik valamikor a 22. században. Egy nagy cég, a Weyland Yutani Társaság kap kiemelt szerepet a filmben, mivel a Földön ez az egyik legnagyobb űrügynökség, amely sok bányát létesített más bolygókon vagy aszteroidákon. Sok űrhajót is gyártott, de közülük az egyik leghíresebb a Nostromo Kereskedelmi Űrhajó volt, amiből a valóságban több makett is készült. Amerikában a Nostromo űrhajó felkerült a TOP mozis űrhajók listájára is. 
A filmek miatt sok fiatal lett Alien rajongó, és hamar nagy sikert aratott az egész világban, akárcsak a Csillagok háborúja. Nem csak a Nostromo, de Ellen Ripley is mérföldkő volt a filmgyártás történetében, és az Alien-filmek egyik kultikus alakjává vált. Nem csak Ripley, hanem az androidok is a filmek kulcsfigurái lettek. Ők egyfajta szintetikusok, akik űrállomásokon, vagy űrhajókon szolgálnak, hogy a legénység utazását támogassák. A filmekből kiderül, hogy a Társaság titokban hozott egy különleges rendelkezést, miszerint ha a legénység idegenektől származó rádióadást észlelne, akkor meg kell azt vizsgálnia, illetve ha találkozna más értelmes lényekkel, azokat a Földre kell hozni. 
Ezek a rendeletek sokszor előkerülnek a filmben. A legénység próbál valamit kitervelni, amivel a lényeket meg lehet ölni. A xenomorfokat csak lángszóróval lehet elijeszteni (ezt a Bolygó neve Halál című filmben lehet látni). Egyébként a xenomorfok a filmek negatív szereplői, amik a legénység tagjait szokták leölni. Az első filmben csak egy példány látható, de a Bolygó neve: Halálban többen vannak. Ezek a lények más értelmes fajokkal szemben nem alkotnak technikai civilizációt, a fajfenntartás a céljuk, ezért pusztítanak, gyilkolnak válogatás nélkül.

## Filmek
A médiafranchise 1979-ben indult Alien néven. Akkoriban magyarul "Nyolcadik utas: a Halál" lett a címe és nagy sikert aratott a mozikban. A film több Oscar-díjat is nyert. Ezt követte 1986-ban az Aliens - korábbi magyar nevén "A bolygó neve: Halál". Utána 1992-ben megjelent az Alien³ - kiejtve Alien Tri és magyarul "A végső megoldás: halál". Majd 1997-ben tetralógiává bővülve az "Alien: Resurrection" zárta be a sort, magyarul "Alien 4. - Feltámad a Halál" címet kapott, illetve ezáltal utólagosan az eddigi filmek magyar forgalmazási adatokban Alien 1.-2.-3. filmként kerültek átírásra. A negyedik film több kritikustól pozitív véleményt kapott és a 20. század egyik leghíresebb filmje lett.
2009-ben Ridley Scott bejelentette, hogy további Alien filmeket csinálna. 2012-ben jelentette be, hogy megcsinálja az Alien filmek előzményét és a Nyolcadik utas előtt játszódna. 2012. június 7-én a Prometheus film került a mozikba és bizonyos szempontból nagy sikert aratott, de néhány negatív véleményt kapott a kritikusoktól. 2017. május 4-én pedig az "Alien: Covenant"-et mutatták be, ami viszont nem aratott nagy sikert. A Covenant esetében a magyar forgalmazó meglepő módon megszakította a magyar címadást.
Ez idő tájt Ridley Scott bejelentette, hogy elkészíti az előzményszéria harmadik filmjét, de a Fox viszont nem engedte Scottnak a film elkészítését, mivelhogy az "Alien: Covenant" nem aratott nagy sikert, így viszont a film nem valósult meg, sőt a forgatókönyvet is teljesen elvetették. 2019. május 28-án Ridley Scott a Variety interjújában jelentette be, hogy újabb Alien filmen dolgozik, és azt is hogy még csak a forgatókönyvén dolgozik, így elkészül az előzmény széria harmadik része. Azóta kiderült, hogy ez téves információ volt és teljesen más filmek készültek.
A mozisorozat második felének hányattatott sorsa miatt 2015-ben Neill Blomkamp elkezdett tervezni új Alien filmet, aminek forgatókönyve a 2. rész végétől teljesen átírná az idővonalat és a 3.-4. részt a főszereplő rémálmaivá avanzsálná. A film először Xenomorph munkacímen futott, később "Xenomorph: Awakening" munkacímet kapott, végül felfüggesztést követően "Aliens: Awakening" cím került nyilvánosságra. Illetve így értelemszerűen elbitorolta volna az Alien 3. film helyét. Az első felfüggesztés miatt és más típusú Alien filmek engedélyezése által több lépcsőben megpecsételődött a sorsa. Először Neill mondott le a projektről, majd a második rész rendezője átvette volna a stafétabotot egy kibővített forgatókönyvvel, ellenben Sigourney Weaver sértődötten kihátrált. De időközben a tervezetek miatt bátorkodva egyéb filmek és képregények szétszórták a lényeket több bolygóra, így a 3. rész végkifejlete - valósnak tekintve - mára logikailag érvényét veszítette. Mindezáltal jelenleg rendezetlen a kronológia.
2024. augusztus 15-én melléktörténet jelenik meg Alien: Romulus címmel Fede Álvarez rendezésében. A kis előzetes március 20-án debütálva meglepően agresszívra sikerült. Egyelőre nagy titkolózás övezi a film történetét, illetve egymástól különböző rövid leírások kerültek ki róla. Nem folytatja közvetlenül egyik filmet sem, de valamilyen módon kapcsolódik mindegyikhez. Nem kapott magyar címet.
Mindeközben a Prometheus-tól teljesen különállóan streaming sorozatként egy földi előzménytörténet készül Noah Hawley rendezésével, amiben - bőven Ripley élete előtt - már a Földre kerülnek a xenomorph-ok és a Weyland-Yutani cég megismeri létezésüket. "Xenomorph: Alien series" és "Alien: Neverland" munkacímeket követően végül - minden korábbi kreativitást hátrahagyva - Alien: Föld címmel fog megjelenni 2025-ben. A Disney a Romulus és a sorozat sikerétől teszi függővé, hogy haladjon-e tovább a franchise a korábbi tervekkel.

### Eredettörténeti sorozat
| Film címe       | Kronológia | Rendező      | Bemutató        |
| --------------- | ---------- | ------------ | --------------- |
| Prometheus      | 2089-2093  | Ridley Scott | 2012. június 7. |
| Alien: Covenant | 2104       | Ridley Scott | 2017. május 18. |

### Eredeti sorozat
| Magyar filmcím              | Eredeti cím         | Kronológia | Rendező            | Bemutató           |
| --------------------------- | ------------------- | ---------- | ------------------ | ------------------ |
| A nyolcadik utas: a Halál   | Alien               | 2122       | Ridley Scott       | 1979. május 25.    |
| A bolygó neve: Halál        | Aliens              | 2179       | James Cameron      | 1986. július 18.   |
| A végső megoldás: Halál     | Alien³              | 2179       | David Fincher      | 1992. május 22.    |
| Alien 4. – Feltámad a Halál | Alien: Resurrection | 2379       | Jean-Pierre Jeunet | 1997. november 26. |

### Különálló alkotás
| Film címe      | Kronológia | Rendező      | Bemutató            |
| -------------- | ---------- | ------------ | ------------------- |
| Alien: Romulus | ~2140      | Fede Álvarez | 2024. augusztus 15. |

### Földi előzménytörténeti TV-sorozat
| Filmsorozat címe | Kronológia | Rendező     | Bemutató |
| ---------------- | ---------- | ----------- | -------- |
| Alien: Föld      | ~2120      | Noah Hawley | 2025     |

### Törölt vagy függő projektek
| Film címe                           | Kronológia | Rendező                        |
| ----------------------------------- | ---------- | ------------------------------ |
| Aliens: Awakening                   | ~2195      | Neill Blomkamp / James Cameron |
| Alien vs. Predator: Anime (Sorozat) | ?          | ?                              |